# Autoserica dubia
Autoserica dubia är en skalbaggsart som beskrevs av Gilbert John Arrow 1916. Autoserica dubia ingår i släktet Autoserica och familjen Melolonthidae. Inga underarter finns listade.